# Josef Haas
Josef Haas (ur. 3 sierpnia 1937 w Marbach, zm. 18 stycznia 2024) – szwajcarski biegacz narciarski, brązowy medalista olimpijski.

## Kariera
Igrzyska olimpijskie w Grenoble w 1968 r. były zarazem pierwszymi, jak i ostatnimi w jego karierze. Osiągnął tam swój największy sukces w karierze zdobywając brązowy medal w biegu na dystansie 50 km techniką klasyczną. Został tym samym pierwszym szwajcarskim biegaczem, który zdobył medal olimpijski. Na tych samych igrzyskach wspólnie z kolegami z reprezentacji zajął 5. miejsce w sztafecie. Był także osiemnasty w biegu na 15 km stylem klasycznym.
W 1966 roku wystartował na mistrzostwach świata w Oslo. Wraz z Konradem Hischierem, Denisem Mastem i Aloisem Kälinem zajął 6. miejsce w sztafecie. Na kolejnych mistrzostwach świata już nie startował.

## Osiągnięcia

### Igrzyska olimpijskie
| Miejsce | Dzień     | Rok  | Miejscowość | Konkurencja             | Czas biegu  | Strata      | Zwycięzca         |
| ------- | --------- | ---- | ----------- | ----------------------- | ----------- | ----------- | ----------------- |
| 18.     | 10 lutego | 1968 | Grenoble    | 15 km stylem klasycznym | 47:54.2 min | +2:40.6 min | Harald Grønningen |
| 5.      | 14 lutego | 1968 | Grenoble    | Sztafeta 4 × 10 km      | 2:08:33.5 h | +6:58.9 min | Norwegia          |
| 3.      | 17 lutego | 1968 | Grenoble    | 50 km stylem klasycznym | 2:28:45.8 h | +4:08.0 min | Ole Ellefsæter    |

### Mistrzostwa świata
| Miejsce | Dzień     | Rok  | Miejscowość | Konkurencja                     | Czas biegu  | Strata       | Zwycięzca       |
| ------- | --------- | ---- | ----------- | ------------------------------- | ----------- | ------------ | --------------- |
| 22.     | 20 lutego | 1966 | Oslo        | Bieg na 30 km stylem klasycznym | 1:37:26.7 h | +6:03.3 min  | Eero Mäntyranta |
| 26.     | 22 lutego | 1966 | Oslo        | Bieg na 15 km stylem klasycznym | 47:56.2 min | +2:40.8 min  | Gjermund Eggen  |
| 6.      | 23 lutego | 1966 | Oslo        | Sztafeta 4 × 10 km              | 2:14:27.9 h | +6:35.7 min  | Norwegia        |
| 15.     | 24 lutego | 1966 | Oslo        | Bieg na 50 km stylem klasycznym | 3:03:04.7 h | +14:34.8 min | Gjermund Eggen  |